# Phthiria austrandina
Phthiria austrandina är en tvåvingeart som beskrevs av Edwards 1937. Phthiria austrandina ingår i släktet Phthiria och familjen svävflugor. Inga underarter finns listade i Catalogue of Life.